# Самоанализ (дианетика)
«Самоанализ» (Полное название: «Самоанализ. Простая книга для помощи самому себе, содержащая тесты и методики, основанные на открытиях дианетики»; англ. Self Analysis. A Simple Self-Help Volume of Tests and Techniques Based on the Discoveries Contained in Dianetics) — книга, написанная Л. Роном Хаббардом в 1951 году. Первое издание книги было напечатано в Уичите в августе 1951 года. Книга носит ярко выраженный прикладной характер: в ней кратко описываются основные принципы дианетики, приводятся тесты и специальные списки вопросов, предназначенные для проведения «лёгкого» вида процессинга. 

## Предыстория
Проведя в 1950 году целую серию лекционных туров по городам США, Хаббард затем остановился в своём доме в Палм-Спрингс, где в начале 1951 года принялся работать над новой книгой. Ею в июне 1951 года станет книга «Наука выживания», в которой описываются всевозможные проявления человеческих эмоций, характеров и реакций. В результате Хаббард по-новому взглянул на роль жизненной энергии в физической вселенной и теоретически предположил, что человеческое существо бессмертно по своей природе. Следующим после этого шагом стало написание книги «Самоанализ», в которой были изложены практические аспекты новой теории. Работа над этой книгой, по словам Хаббарда, заняла у него чуть больше недели.

## Содержание

### Введение
Во введении книги говорится о том, что потенциальные возможности человека, скрытые прошлым негативным опытом, в сущности, могут быть намного больше, чем он сам себе представляет. Хаббард заявляет, что «Самоанализ» может помочь человеку улучшить свою память и скорость реакции, повысить свою эффективность, общий эмоциональный тон и способность получать удовольствие от жизни.

### Законы выживания
В двух первых главах книги «Самоанализ» Хаббард рассматривает базовый принцип дианетики о динамиках выживания. Говоря о выживании, он имеет в виду то, насколько хорошо человек выживает. Бомж находится на низком уровне выживания, успешный бизнесмен выживает на высоком уровне достижений и изобилия. Хаббард утверждает, что для достижения счастья человеку необходимо поддерживать свои идеалы и моральные принципы.

### Жизнь и физическая вселенная
В дальнейших главах книги Хаббард описывает теорию о том, что жизнь — это особый вид энергии, отличный от энергии и материи физической вселенной. Обладая особыми свойствами, жизнь стремится к завоеванию физической вселенной. Для этого она использует разум и накопленные знания, чтобы создавать более жизнеспособные формы жизни. В разуме человека хранится весь предыдущий опыт, помогающий ему разрешать проблемы, связанные с выживанием. Кроме того, в разуме накапливается и негативный опыт, содержащий прошлую боль и травмы. Когда разум накапливает слишком много негативного опыта, он становится менее восприимчивым и начинает допускать ошибки, его работа ухудшается. Это приводит к снижению уровня выживания. Хаббард также утверждает, что если устранить физическую боль и потери, испытанные человеком в течение жизни, его жизненная энергия снова вернётся к нему, и его восприятия станут более ясными и точными.

### «Таблица Хаббарда оценки человека»
В шестой главе Хаббард кратко описывает шкалу тонов, наглядно показывающую движение эмоций человека вверх или вниз в зависимости от того, улучшается его настроение или падает. В седьмой главе книги Хаббард приводит свою «Таблицу Хаббарда оценки человека», которую читатель может использовать для того, чтобы определить свой текущий хронический тон, а также проводить собственные наблюдения за тем, как изменяется его тон по мере прохождения списков из книги «Самоанализ».

### «Прямой провод»
Начиная с девятой главы, Хаббард предоставляет читателю информацию о том, каким образом проводится «лёгкий» процессинг по книге «Самоанализ». Как утверждает Хаббард, это не «самопроцессинг»: читателю проводит процессинг автор. Он называется «Прямой провод», потому что в ходе этого процессинга внимание человека направляют (словно протягивая телефонный провод) напрямую к какому-то воспоминанию из прошлого. Хаббард поясняет, что «лёгкий» процессинг представляет собой вспоминание простых или приятных случаев из прошлого, направленное на повышение тона и улучшение памяти. Тогда как «глубокий» процессинг из книги «Дианетика» направлен на работу с моментами физической боли и бессознательности. Процедура из книги «Самоанализ» довольно проста. В десятой главе даётся ряд списков, с помощью которых человек может направлять своё внимание на разные области жизни в своём прошлом. Например, в одном из списков, посвящённом работе с эмоциями, читателю предлагаются следующие вопросы:
Вспомните случай, когда: 

32. Вы наслаждались музыкой. 

 33. Вы считали что-то милым. 

 34. Вы насытились. 

 35. Вы испытывали страсть. 

36. Вы что-то предотвратили.
Чтобы помочь читателю в вспоминании, к книге прилагаются два одинаковых диска с прорезями (один — белый, другой — зелёный). Хаббард утверждает, что если диск не использовать, польза от процессинга снизится на 80 процентов. Диск накладывается на страницу так, чтобы вопрос был виден через одну из прорезей. Над прорезью оказывается слово, обозначающее то восприятие, которое нужно постараться восстановить при вспоминании этого случая. Например, если над прорезью написано «Звук», читателю нужно восстановить все звуки, которые имели место в тот момент, когда он наслаждался музыкой. Вспоминается реальный случай или действие из жизни, а не слова о том, как кто-то что-то сделал.

### Списки вопросов
В десятой главе книги приводятся различные списки вопросов, направленные на улучшение определённых способностей человека: «Ориентация во времени», «Зрение», «Осязание», «Собственные эмоции», «Методы улучшения памяти» и т.д. Читатель выбирает какой-то один из списков и прорабатывает вопросы из него, либо он просто двигается по порядку, идя от начала книги и до конца. Предпоследний список применяется в тех случаях, если человек начинает испытывать достаточно сильные неприятные ощущения или сильное расстройство. Последний список необходим для завершения сессии.

## Оценки и разногласия
Хотя по поводу отдельных книг основателя саентологии существуют разногласия, книга «Самоанализ» осталась без особого внимания критиков, но нашла одобрение среди сторонников учения Хаббарда. В частности, американский математик и писатель Мартин Гарднер в 1952 году счёл книгу вполне безопасной и кратко описал изложенную в ней методику процессинга. Он также упомянул про статью редактора, которая имелась в первом издании книги, где говорилось о том, что Хаббард переживает финансовые трудности, но продолжает работать над исследованиями. По отзывам ряда читателей книга может оказаться полезной, помогая улучшать память, интеллект, скорость реакции и настроение, но некоторые заявления Хаббарда из неё требуют более осмысленного отношения. Кроме того, Церковь саентологии широко публикует истории успеха людей, получивших пользу при помощи книги «Самоанализ».

## Награды книги «Самоанализ»
В 2007 году издательство Bridge Publications выпустило книгу «Самоанализ» в новой редакции. В 2008 году на конкурсе National Indie Excellence Awards эта книга была отмечена как финалист в категории «Лучший дизайн внутренней части книги».
Вслед за этим в 2009 году последовали следующие награды: премия Graphic Design USA за графический дизайн обложки книги, почётный сертификат (третье место) Binding Industries Association за бесшовное соединение блока, почётный сертификат Next Generation Indie Book Awards как финалист в категории «Лучший дизайн обложки нехудожественной книги».

## Решения Сургутского городского суда по книге «Самоанализ»
26 марта 2010 года книга «Самоанализ» была признана экстремистским материалом решением Сургутского городского суда Ханты-Мансийского автономного округа-Югра. Позднее 14 апреля 2011 года Сургутский городской суд изменил собственное решение и исключил из списка экстремистских материалов книги Л. Рона Хаббарда, включая и книгу «Самоанализ» (находилась в списке под номером 653). Новое решение вступило в законную силу 26 апреля 2011 года.